# Canton de Boussac
Le canton de Boussac est une circonscription électorale française située dans le département de la Creuse et la région Nouvelle-Aquitaine.
À la suite du redécoupage cantonal de 2014, les limites territoriales du canton sont remaniées. Le nombre de communes du canton passe de 13 à 17.

## Histoire
Le canton de Boussac a été créé en 1801.
Un nouveau découpage territorial de la Creuse entre en vigueur à l'occasion des élections départementales de mars 2015, défini par le décret du 17 février 2014, en application des lois du 17 mai 2013 (loi organique 2013-402 et loi 2013-403). Les conseillers départementaux sont, à compter de ces élections, élus au scrutin majoritaire binominal mixte. Les électeurs de chaque canton élisent au Conseil départemental, nouvelle appellation du Conseil général, deux membres de sexe différent, qui se présentent en binôme de candidats. Les conseillers départementaux sont élus pour 6 ans au scrutin binominal majoritaire à deux tours, l'accès au second tour nécessitant 12,5 % des inscrits au 1er tour. En outre la totalité des conseillers départementaux est renouvelée. Ce nouveau mode de scrutin nécessite un redécoupage des cantons dont le nombre est divisé par deux avec arrondi à l'unité impaire supérieure si ce nombre n'est pas entier impair, assorti de conditions de seuils minimaux. Dans la Creuse, le nombre de cantons passe ainsi de 27 à 15. Le nombre de communes du canton de Boussac passe de 13 à 17.
Le nouveau canton de Boussac est formé de communes des anciens cantons de Châtelus-Malvaleix (4 communes) et de Boussac (13 communes). Le canton est entièrement inclus dans l'arrondissement de Guéret. Le bureau centralisateur est situé à Boussac.

## Géographie
Ce canton est organisé autour de Boussac dans l'arrondissement de Guéret. Son altitude varie de 298 m (Malleret-Boussac) à 656 m (Toulx-Sainte-Croix) pour une altitude moyenne de 458 m.

## Représentation

### Conseillers généraux de 1833 à 2015
| Période                                  | Période                   | Identité                                      | Étiquette     | Qualité |
| ---------------------------------------- | ------------------------- | --------------------------------------------- | ------------- | --- |
| 1833                                     | 1842                      | Vincent Narbonne                              |               | Notaire royal, maire de Boussac                                                                                      |
| 1842                                     | 1852                      | Antoine Parrot                                |               | Propriétaire à Boussac, juge de paix, conseiller d'arrondissement                                                    |
| 1852                                     | 1870                      | Auguste Desfossés-Lagravière                  |               | Médecin Maire de Boussac (1848-1870, 1874-1877), ancien conseiller d'arrondissement                                  |
| 1870                                     | 1877                      | Jean-Marie-Théophile Desaincthorent           | Droite        | Ancien officier, propriétaire, maire de La Cellette Député (1871-1876)                                               |
| 1877                                     | 1881 (décès)              | Pierre Noël Déplagne                          | Républicain   | Ancien notaire à Montebras, ancien maire de Soumans (1870-1871)                                                      |
| 1881                                     | 1895                      | Jean-Baptiste Dufoussat (gendre du précédent) | Républicain   | Avocat - Maire de Soumans Sénateur (1894-1912)                                                                       |
| 1895                                     | 1898 (démission)          | Siméon Aucouturier                            | Rad.          | Maire de Boussac (1879-1901) Député (1898-1902)                                                                      |
| 1898                                     | 1902 (démission)          | Jean Judet                                    | Rad.          | Chirurgien orthopédiste Député (1902-1907) Maire de Lavaufranche (1877-1907), conseiller d'arrondissement            |
| 1902                                     | 1902 (démission)          | Eugène Dupanier                               | Rad.          | Maire de Nouzerines, conseiller d'arrondissement                                                                     |
| 1902                                     | 1913                      | Victor Judet (fils de J.Judet)                | Rad.          | Ingénieur des Arts et Manufactures Avocat, agriculteur Député (1907-1924) Sénateur (1928-1939) Maire de Lavaufranche |
| 1913                                     | 1919                      | Eugène Dupanier                               | Rad.          | Maire de Nouzerines                                                                                                  |
| 1919                                     | 1942 (démission d'office) | Maurice Gaumet                                | Rad. puis PRS | Médecin à Boussac Révoqué par le Gouvernement de Vichy                                                               |
|                                          |                           |                                               |               | |
| 1945                                     | 1949                      | Maurice Gaumet                                | Rad.          | Médecin |
| 1949                                     | 1953 (décès)              | Félix Jugnat                                  | Soc.ind.      | Propriétaire, maire de Toulx-Sainte-Croix                                                                            |
| 1953                                     | 1983 (décès)              | Eugène Romaine                                | Rad. - UDF    | Minotier Maire de Soumans (1947-1977) Sénateur (1959-1980)                                                           |
| 1983                                     | 1988                      | Bernard Pignot                                | UDF           | Eleveur à Boussac |
| 1988                                     | 2008                      | Jean-Claude Devilard                          | PS            | Maire de Boussac (2001-2008) Président de la Communauté de communes du Pays de Boussac                               |
| 2008                                     | 2015                      | Roger Bléron                                  | PS            | Retraité,Nouzerines Vice-Président du Conseil Général                                                                |
| Les données manquantes sont à compléter. |                           |                                               |               | |

- Eugène Romaine (13 juillet 1905 - 29 juillet 1983) est une personnalité politique française. Ancien sénateur de la Creuse membre du groupe de la Gauche démocratique. Minotier, Eugène Romaine fut de longues années maire de Soumans et conseiller général du canton de Boussac.

### Conseillers d'arrondissement (de 1833 à 1940)
Le canton de Boussac avait deux, puis trois conseillers d'arrondissement (jusqu'à la suppression de l'Arrondissement de Boussac en 1926).
| Période                                  | Période          | Identité                             | Étiquette   | Qualité |
| ---------------------------------------- | ---------------- | ------------------------------------ | ----------- | --- |
| 1833                                     | 1836             | Étienne Antoine Bourdon              |             | Maire de Malleret                                                                                           |
| 1833                                     | 1836             | Claude Auguste Maugenest (1798-1863) |             | Propriétaire, maire de Saint-Pierre-le-Bost                                                                 |
| 1836                                     | 1848             | Auguste Desfossés-Lagravière         |             | Médecin à Boussac                                                                                           |
| 1836                                     | 1842             | M. Parrot                            |             | Juge de paix à Boussac                                                                                      |
| 1842                                     | 1848             | Claude Armand Peyrot                 |             | Vérificateur des poids et mesures, Boussac                                                                  |
|                                          |                  |                                      |             | |
| av.1889                                  | 1898             | Jean Judet                           | Républicain | Chirurgien orthopédiste, maire de Lavaufranche                                                              |
| 1889                                     |                  | Siméon Aucouturier                   | Républicain | Aubergiste et maitre d'hôtel à Boussac                                                                      |
|                                          |                  |                                      |             | |
| 1898                                     | 1902 (démission) | Eugène Dupanier                      | Rad.        | Maire de Nouzerines                                                                                         |
| 1919                                     |                  | M. Portet                            | Rad.        | |
| 1919                                     |                  | M. Bathier                           | Rad.        | |
| 1919                                     |                  | M. Ladet                             | Rad.        | |
|                                          |                  |                                      |             | |
| 1928                                     | 1934             | Jean Pinot                           | SFIO        | Maire de Saint-Marien                                                                                       |
| 1928                                     | 1934             | M. Paquet                            | SFIO        | |
| 1931                                     | 1934             | Jules Lamoine (1879-1951)            | SFIO        | Propriétaire à Lavaufranche                                                                                 |
| 1934                                     | 1940             | M. Junion                            | Rad.        | |
| 1934                                     | 1940             | Jacques Jean                         | Rad.        | Propriétaire à Lavaufranche                                                                                 |
| 1934                                     | 1940             | Eugène Brionnaud                     | Rad.        | Agriculteur à Boussac                                                                                       |
| 1940                                     |                  |                                      |             | Les conseils d'arrondissement ont été suspendus par la loi du 12 octobre 1940 et n'ont jamais été réactivés |
| Les données manquantes sont à compléter. |                  |                                      |             | |

### Conseillers départementaux à partir de 2015
| Période élective | Période élective | Mandat | Mandat   | Identité           | Nuance | Nuance | Qualité |
| ---------------- | ---------------- | ------ | -------- | ------------------ | ------ | ------ | --- |
| 2015             | 2021             | 2015   | 2021     | Franck Foulon      |        | LR     | Commerçant Maire de Boussac, Président du groupe de la majorité                                                        |
| 2015             | 2021             | 2015   | 2021     | Catherine Graveron |        | LR     | Employée à la Chambre d'agriculture de Guéret Maire de Malleret-Boussac (2008-2020)                                    |
| 2021             | 2028             | 2021   | en cours | Franck Foulon      |        | LR     | Conseiller sortant, 3ème Vice-Président chargé de la modernisation de l'action publique, des finances et des bâtiments |
| 2021             | 2028             | 2021   | en cours | Catherine Graveron |        | LR     | Conseillère sortante                                                                                                   |

### Résultats détaillés

#### Élections de mars 2015
À l'issue du 1er tour des élections départementales de 2015, deux binômes sont en ballottage : Franck Foulon et Catherine Graveron (Union de la Droite, 37,81 %) et Sylvie Benoit et Gérard Thomazon (Union de la Gauche, 31,09 %). Le taux de participation est de 62,47 % (3 331 votants sur 5 332 inscrits) contre 58,65 % au niveau départementalet 50,17 % au niveau national.
Au second tour, Franck Foulon et Catherine Graveron (Union de la Droite) sont élus avec 53,32 % des suffrages exprimés et un taux de participation de 63,87 % (1 676 voix pour 3 406 votants et 5 333 inscrits).

#### Élections de juin 2021
Le premier tour des élections départementales de 2021 est marqué par un très faible taux de participation (33,26 % au niveau national). Dans le canton de Boussac, ce taux de participation est de 39,77 % (1 973 votants sur 4 961 inscrits) contre 39,51 % au niveau départemental. À l'issue de ce premier tour, deux binômes sont en ballottage : Franck Foulon et Catherine Graveron (DVD, 48,81 %) et Cécile Chezeau et Yves Thomazon (Divers, 30,61 %).
Le second tour des élections est marqué une nouvelle fois par une abstention massive équivalente au premier tour. Les taux de participation sont de 34,3 % au niveau national, 40,97 % dans le département et 44,86 % dans le canton de Boussac. Franck Foulon et Catherine Graveron (DVD) sont élus avec 57,82 % des suffrages exprimés (1 187 voix pour 2 225 votants et 4 960 inscrits),,. 

## Composition

### Composition avant 2015
Le canton de Boussac regroupait treize communes.
| Nom                            | Code Insee | Codepostal | Superficie (km2) | Population (dernière pop. légale) | Densité (hab./km2) |
| ------------------------------ | ---------- | ---------- | ---------------- | --------------------------------- | ------------------ |
| Bord-Saint-Georges (chef-lieu) | 23026      | 23230      | 32,50            | 361 (2012)                        | 11                 |
| Boussac                        | 23031      | 23600      | 1,48             | 1 300 (2012)                      | 878                |
| Boussac-Bourg                  | 23032      | 23600      | 38,69            | 772 (2012)                        | 20                 |
| Bussière-Saint-Georges         | 23038      | 23600      | 22,45            | 244 (2012)                        | 11                 |
| Lavaufranche                   | 23104      | 23600      | 16,34            | 248 (2012)                        | 15                 |
| Leyrat                         | 23108      | 23600      | 18,32            | 156 (2012)                        | 8,5                |
| Malleret-Boussac               | 23120      | 23600      | 25,43            | 243 (2012)                        | 9,6                |
| Nouzerines                     | 23146      | 23600      | 19,09            | 247 (2012)                        | 13                 |
| Soumans                        | 23174      | 23600      | 36,68            | 607 (2012)                        | 17                 |
| Saint-Marien                   | 23213      | 23600      | 12,78            | 192 (2012)                        | 15                 |
| Saint-Pierre-le-Bost           | 23233      | 23600      | 17,24            | 142 (2012)                        | 8,2                |
| Saint-Silvain-Bas-le-Roc       | 23240      | 23600      | 15,32            | 500 (2012)                        | 33                 |
| Toulx-Sainte-Croix             | 23254      | 23600      | 35,05            | 288 (2012)                        | 8,2                |

### Composition à partir de 2015
Le nouveau canton de Boussac comprend dix-sept communes entières.
| Nom                             | Code Insee | Intercommunalité                 | Superficie (km2) | Population (dernière pop. légale) | Densité (hab./km2) | Modifier                                    |
| ------------------------------- | ---------- | -------------------------------- | ---------------- | --------------------------------- | ------------------ | ------------------------------------------- |
| Boussac (bureau centralisateur) | 23031      | CC Creuse Confluence             | 1,48             | 1 239 (2022)                      | 837                | modifier les données · modifier les données |
| Bétête                          | 23022      | CC Creuse Confluence             | 28,24            | 386 (2022)                        | 14                 | modifier les données · modifier les données |
| Bord-Saint-Georges              | 23026      | CC Creuse Confluence             | 32,50            | 371 (2022)                        | 11                 | modifier les données · modifier les données |
| Boussac-Bourg                   | 23032      | CC Creuse Confluence             | 38,69            | 687 (2022)                        | 18                 | modifier les données · modifier les données |
| Bussière-Saint-Georges          | 23038      | CC Creuse Confluence             | 22,45            | 259 (2022)                        | 12                 | modifier les données · modifier les données |
| Clugnat                         | 23064      | CC Creuse Confluence             | 42,42            | 653 (2022)                        | 15                 | modifier les données · modifier les données |
| Jalesches                       | 23098      | CC Portes de la Creuse en Marche | 8,45             | 94 (2022)                         | 11                 | modifier les données · modifier les données |
| Lavaufranche                    | 23104      | CC Creuse Confluence             | 16,34            | 241 (2022)                        | 15                 | modifier les données · modifier les données |
| Leyrat                          | 23108      | CC Creuse Confluence             | 18,32            | 143 (2022)                        | 7,8                | modifier les données · modifier les données |
| Malleret-Boussac                | 23120      | CC Creuse Confluence             | 25,43            | 179 (2022)                        | 7,0                | modifier les données · modifier les données |
| Nouzerines                      | 23146      | CC Creuse Confluence             | 19,09            | 238 (2022)                        | 12                 | modifier les données · modifier les données |
| Saint-Marien                    | 23213      | CC Creuse Confluence             | 12,78            | 199 (2022)                        | 16                 | modifier les données · modifier les données |
| Saint-Pierre-le-Bost            | 23233      | CC Creuse Confluence             | 17,24            | 119 (2022)                        | 6,9                | modifier les données · modifier les données |
| Saint-Silvain-Bas-le-Roc        | 23240      | CC Creuse Confluence             | 15,32            | 409 (2022)                        | 27                 | modifier les données · modifier les données |
| Soumans                         | 23174      | CC Creuse Confluence             | 36,68            | 591 (2022)                        | 16                 | modifier les données · modifier les données |
| Tercillat                       | 23252      | CC Portes de la Creuse en Marche | 13,64            | 154 (2022)                        | 11                 | modifier les données · modifier les données |
| Toulx-Sainte-Croix              | 23254      | CC Creuse Confluence             | 35,05            | 252 (2022)                        | 7,2                | modifier les données · modifier les données |
| Canton de Boussac               | 2306       |                                  | 384,12           | 6 214 (2022)                      | 16                 | modifier les données                        |

## Démographie

### Démographie avant 2015
| 1962  | 1968  | 1975  | 1982  | 1990  | 1999  | 2006  | 2011  | 2012  |
| ----- | ----- | ----- | ----- | ----- | ----- | ----- | ----- | ----- |
| 8 159 | 7 770 | 7 398 | 6 638 | 5 927 | 5 515 | 5 369 | 5 318 | 5 300 |

### Démographie depuis 2015
En 2022, le canton comptait 6 214 habitants, en évolution de −1,65 % par rapport à 2016 (Creuse : −3,32 %, France hors Mayotte : +2,11 %).
| 2013  | 2018  | 2022  |
| ----- | ----- | ----- |
| 6 519 | 6 209 | 6 214 |